# Pierre-Nicolas Bonamy
Pierre-Nicolas Bonamy (* 19. Januar 1694 in Louvres; † 8. Juli 1770 in Paris) war ein französischer Historiker und Romanist.

## Leben und Werk
Bonamy war zuerst Bibliothekar der Abtei Saint-Victor (Marseille). 1749 wurde er in die Académie des inscriptions et belles-lettres gewählt und  zum Historiographen der Stadt Paris berufen.
Zwischen 1756 und 1759 legte Bonamy vier Denkschriften vor, mit denen er sich als früher Vertreter der Romanistik profilierte:
- Mémoire sur l’introduction de la langue latine dans les Gaules sous la domination des Romains
- Réflexions sur la langue latine vulgaire
- Dissertation sur les causes de la cessation de la langue tudesque en France
- Explication des sermens en langue romance